# Bucculatrix albertiella
Bucculatrix albertiella (tên tiếng Anh: Oak-ribbed Skeletonizer) là một loài bướm đêm thuộc họ Bucculatricidae. Nó được tìm thấy dọc theo the phía tây bờ biển của Hoa Kỳ.
Sải cánh dài 8–9 mm.
Ấu trùng ăn các loài Quercus.